# Oedignatha binoyii
Espèce
Oedignatha binoyii est une espèce d'araignées aranéomorphes de la famille des Liocranidae.

## Distribution
Cette espèce est endémique d'Andhra Pradesh en Inde,. Elle se rencontre dans le district de Visakhapatnam.

## Description
La femelle holotype mesure 5,92 mm et le mâle paratype 6,00 mm.

## Publication originale
- Reddy & Patel, 1993 : « Two new species of the genus Oedignatha Thorell (Araneae: Clubionidae) from coastal Andhra Pradesh, India ». Entomon, vol. 18, p. 47-51.